# Sze-ma Csien
Sze-ma Csien (hagyományos kínai: 司馬遷, egyszerűsített kínai: 司马迁, pinjin: Si-ma/Sima Qian, Longmen, Kr. e. 145 vagy 135 – Kr. e. 86) kínai történetíró, csillagász és naptárkészítő volt.
A kínai történettudomány atyjaként tisztelik A történetíró feljegyzései (史記 vagy 史记, Shiji / Si-csi) című munkája miatt, amely Kína történetét öleli fel a Sárga Császár ideje és Vu császár közt eltelt több mint két évezredben. A műve mintaként szolgált a későbbi történeti művek összeállítóinak számára, így az első a Huszonnégy történeti mű néven ismert gyűjtemény sorában.

## Neveltetése
Sze-ma Csien a mai Hancseng megyében (Sanhszi tartomány) lévő Longmenben született. Apja, Sze-ma Tan i. e. 140. és 110. között Vu császár történetírója volt, akinek feladata az állami és udvari események megörökítése, csillagászati megfigyelés és naptárkészítés volt. Apja hatására tízéves korára Sze-ma Csien már igen olvasott volt. A híres konfuciánus mesterek, Kung Ankuo (孔安國 vagy 孔安国) és Tung Csongsu voltak oktatói. Húszéves korában apja támogatásával körbeutazta az országot és már ekkor anyagot gyűjtött későbbi híres történeti munkájához. Az út célja az volt, hogy utánajárjon ősi legendáknak és meglátogasson olyan emlékhelyeket, mint Ta-jü és Sun királybölcsek nagy tisztelet övezte sírjait. Járt Santungban, Jünnanban, Hopejben, Csecsiangban, Csiangszuban, Csianghsziben és Honanban.

## Magyarul
- Szemelvények a történetíró feljegyzéseiből; ford., jegyz. Tokaji Zsolt, szöveggond., ford. Tőkei Ferenc; Balassi, Bp., 1999 (Kínai-magyar irodalmi gyűjtemény, II/5.)
- A hunok legkorábbi története. A Shi Ji 110. kötete; ford. Du Yaxiong, Horváth Izabella; Magyar Ház, Bp., 2002